# Жоли, Эмиль
Эмиль Жоли (фр. Émile Joly 4 апреля 1904, Châtelineau, Эно — 24 февраля 1980, Монтиньи-ле-Тийёль, Эно) — бельгийский профессиональный шоссейный велогонщик в 1929—1936 годах. Победитель многодневной велогонки Тур Бельгии (1930).

## Достижения
1927
9-й Льеж — Бастонь — Льеж
1928
1-й Гран-при Франсуа Фабера
1929
1-й Circuit de Paris
6-й Париж — Рубе
10-й Париж — Брюссель
1930
1-й Тур Бельгии — Генеральная классификация
1-й — Этапы 2 и 3
1-й Circuit de Paris
3-й Circuit du Morbihan
3-й Тур Фландрии
4-й Париж — Рубе
9-й Париж — Брюссель
1931
1-й Париж — Рен
1-й Париж — Лимож
2-й Чемпионат Бельгии — Групповая гонка
5-й Париж — Рубе
6-й Париж — Брюссель
7-й Тур Фландрии
1932
1-й Tour de l'Ouest
3-й Circuit du Morbihan
1933
3-й Circuit de Paris
7-й Париж — Тур
9-й Париж — Брюссель
1934
3-й Гран-при Фурми
1935
1-й — Этап 4 Тур Бельгии

## Статистика выступлений

### Гранд-туры
| Гранд-тур      | 1929 | 1930 | 1931 | 1932 | 1933 |
| -------------- | ---- | ---- | ---- | ---- | ---- |
| Джиро д’Италия | —    | —    | —    | —    | —    |
| Тур де Франс   | НФ   | —    | —    | —    | НФ   |

| —  | Не участвовал  |
| НФ | Не финишировал |